# Tipula demeijerei
Tipula demeijerei är en tvåvingeart som beskrevs av Edwards 1915. Tipula demeijerei ingår i släktet Tipula och familjen storharkrankar. Inga underarter finns listade i Catalogue of Life.